# Gerhard Rainer
Gerhard Rainer (* 19. Januar 1961 in Innsbruck) ist ein ehemaliger österreichischer Bobsportler.
Er nahm an den Olympischen Winterspielen 1992 teil. Im Zweier kam er mit dem Bob Österreich II mit Thomas Bachler auf den achten Platz. Im Vierer erreichte der Bob Österreich II mit Thomas Bachler, Carsten Nentwig und Martin Schützenauer den zehnten Platz. 1993 wurde Rainer bei der Weltmeisterschaft mit dem Vierer Sechster. Bei den Olympischen Winterspielen 1994 gehörte er wieder zum österreichischen Olympiateam. Kurz vor Beginn der Wettkämpfe wurde er aber bei einer Dopingkontrolle positiv auf Metandienon getestet und für zwei Jahre gesperrt.